# ケイト・バーカー
ケイト・“マー”・バーカー（Kate "Ma" Barker、出生名: アリゾナ・ドリー・クラーク、1873年10月8日 - 1935年1月16日）は、アメリカ合衆国内で活動した強盗団の母親。
ミズーリ州のアッシュ・グローブで敬虔なキリスト教徒一家に生まれ、1892年、ジョージ・バーカーと結婚して、4人の息子、ハーマン、ロイド、アーサー、フレッドを生んだ。フレッドが誕生して間もなく、ケイトは大酒飲で生活力のない夫を見限って離婚し4人の息子を引き取って育て上げた。
貧しく劣悪な環境の中で育った息子達は犯罪に手を染めるようになるが、子煩悩のケイトはいつも息子たちを世間の糾弾から庇い続けた。息子たちは1931から1935年にかけて強盗や誘拐をくり返した。ケイト自身が息子たちの犯罪に直接関与した証拠はないものの、彼女は常に息子たちの傍にいてあらゆる援助を惜しまなかった。「マー」は「母ちゃん」を意味するスラング。

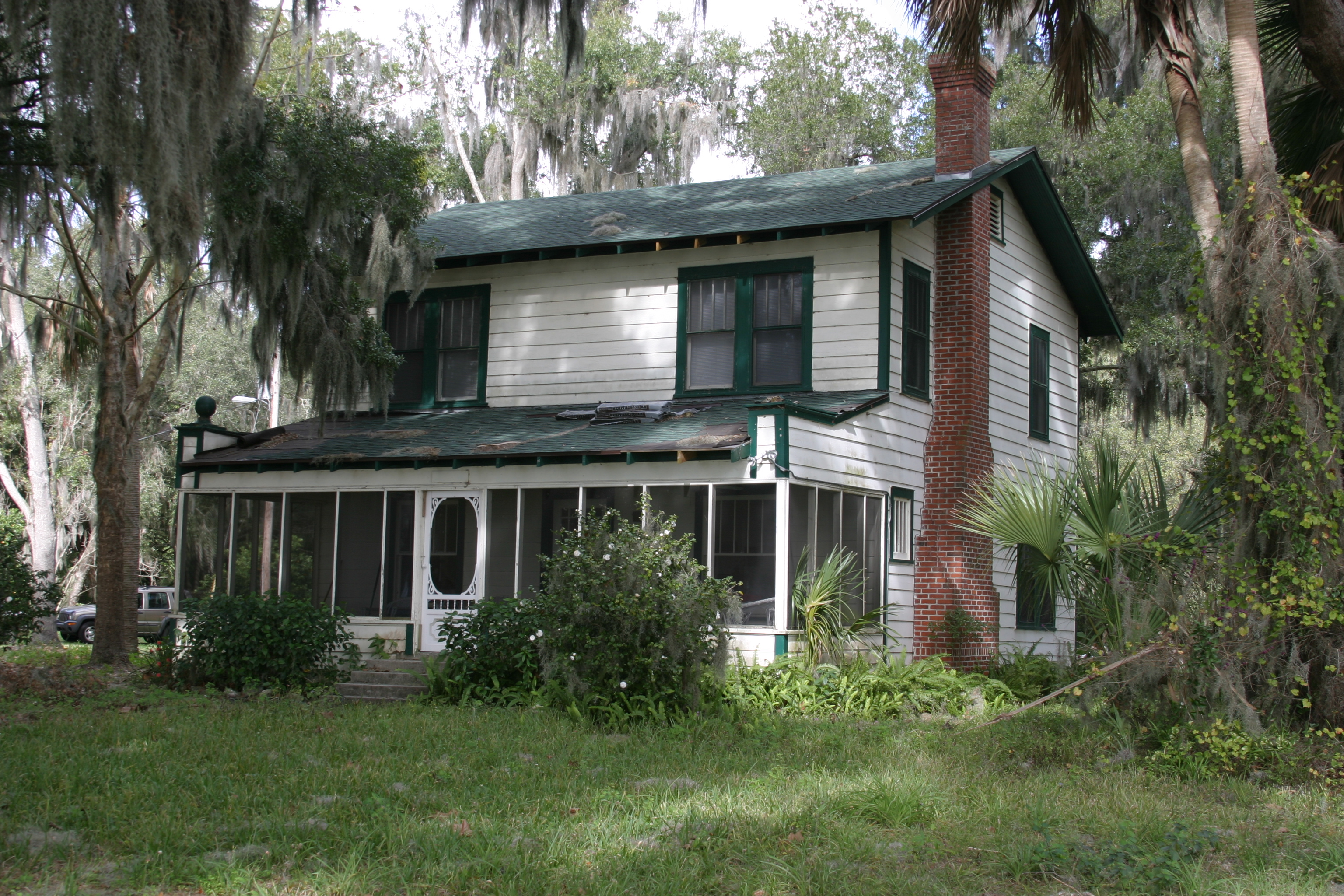
FBIの襲撃を受けた現場

1935年1月16日、フレッドが賃貸して隠れ家にしていたコテージをFBIが急襲してケイトと末っ子のフレッドを射殺した。
ロジャー・コーマンの「血まみれギャング・ママ」をはじめとしてこの家族を題材にした映画が数多く作られている。